# Samseong (metropolitana di Seul)
Samseong (삼성역 - 三成驛, Samseong-yeok ) è una stazione della metropolitana di Seul servita dalla linea 2 e si trova all'incrocio fra Teheran-ro e la strada Yeongdong-daero, nei pressi del centro commerciale COEX e del relativo centro congressi.

## Linee
Seoul Metro
● Linea 2 (Codice: 220)

## Struttura
La linea passa in sotterranea, e dispone di due marciapiedi laterali con porte di banchina e due binari al centro. Essendo la linea 2 una linea circolare, i binari vengono designati come "circolare interna" e "circolare esterna".
| Circ. interna | ● Linea 2 | per Gangnam, Gyodae, Sadang, Sindorim e Hapjeong |
| Circ. esterna | ● Linea 2 | per Jamsil, Seongsu e Wangsimni                  |

## Stazioni adiacenti
| «              | Servizio | »       |
| Linea 2        | Linea 2  | Linea 2 |
| -------------- | -------- | ------- |
| Sports Complex | -        | Yeoksam |